# Temporada 2007 do Clube Atlético Juventus
Este artigo se refere à campanha do Clube Atlético Juventus em 2007. O Clube Atlético Juventus é um clube da cidade de São Paulo. Para o artigo completo sobre o clube, visite Clube Atlético Juventus.

## Campeonato PaulistaSérie A-1
O Juventus terminou o Campeonato Paulista de 2007 na 13ª colocação, conquistando assim uma das vagas da Federação Paulista de Futebol para a disputa do Campeonato Brasileiro Série C. A equipe terminou a competição com 20 pontos em 19 jogos (6 vitórias, 2 empates e 11 derrotas), e a seguinte campanha:
- 17/01 - 16:00(GMT-0200) Juventus 3 x 0 Rio Branco
- 21/01 - 17:00(GMT-0200) Bragantino 3 x 0 Juventus
- 24/01 - 21:45(GMT-0200) Juventus 1 x 4 Corinthians
- 27/01 - 16:00(GMT-0200) Juventus 0 x 1 América
- 31/01 - 20:30(GMT-0200) São Bento 1 x 1 Juventus
- 03/02 - 16:00(GMT-0200) Juventus 1 x 0 Ponte Preta
- 07/02 - 19:30(GMT-0200) São Caetano 2 x 0 Juventus
- 10/02 - 16:00(GMT-0200) Juventus 0 x 1 Barueri
- 17/02 - 16:00(GMT-0200) Juventus 2 x 2 Marília
- 25/02 - 16:00(GMT-0200) Rio Claro 1 x 0 Juventus
- 03/03 - 18:10(GMT-0300) Juventus 0 x 2 São Paulo
- 07/03 - 15:00(GMT-0300) Juventus 1 x 0 Sertãozinho
- 10/03 - 16:00(GMT-0300) Palmeiras 4 x 1 Juventus
- 17/03 - 16:00(GMT-0300) Guaratinguetá 3 x 1 Juventus
- 24/03 - 15:00(GMT-0300) Juventus 2 x 0 Ituano
- 28/03 - 20:30(GMT-0300) Santo André 1 x 2 Juventus
- 30/03 - 16:00(GMT-0300) Noroeste 3 x 1 Juventus
- 07/04 - 15:00(GMT-0300) Juventus 2 x 1 Paulista
- 11/04 - 21:45(GMT-0300) Santos 2 x 0 Juventus

## Campeonato Brasileiro Série C
- 07/07 - 15:00(GMT-0300) Juventus 1 x 1 Democrata GV/MG
- 15/07 - 16:00(GMT-0300) Madureira/RJ 0 x 0 Juventus
- 18/07 - 15:00(GMT-0300) Juventus 1 x 1 Villa Nova/MG
- 22/07 - 16:00(GMT-0300) Villa Nova/MG 0 x 0 Juventus
- 29/07 - 15:00(GMT-0300) Juventus 1 x 0 Madureira/RJ
- 05/08 - 16:00(GMT-0300) Democrata GV/MG  0 x 0 Juventus

## Copa Federação Paulista de Futebol

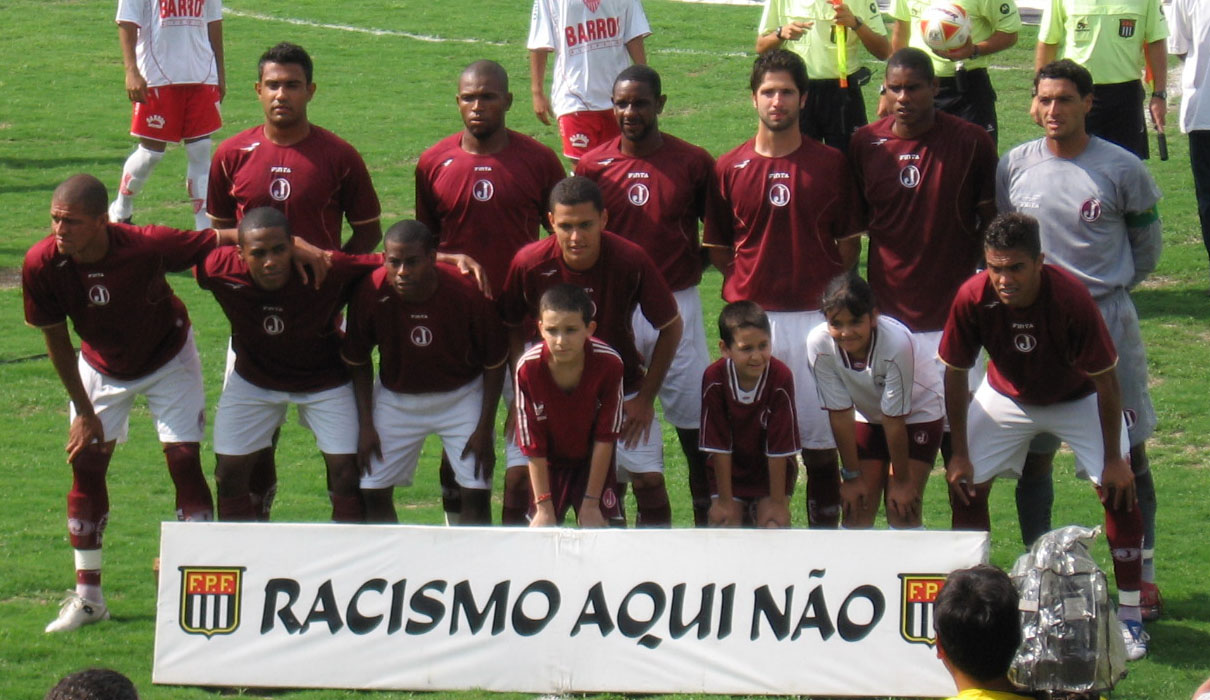
Time do Juventus na Copa Federação Paulista de Futebol

- 15/07 - 15:00(GMT-0300) Juventus 0 x 2 Guaratinguetá
- 25/07 - 15:00(GMT-0300) São Bernardo 1 x 2 Juventus
- 28/07 - 16:00(GMT-0300) Bragantino 0 x 0 Juventus
- 01/08 - 15:00(GMT-0300) Juventus 3 x 0 União FC Mogi das Cruzes
- 05/08 - 10:00(GMT-0300) Corinthians 0 x 0 Juventus
- 11/08 - 15:00(GMT-0300) Juventus 2 x 0 São José EC
- 18/08 - 15:00(GMT-0300) Guaratinguetá 1 x 0 Juventus
- 19/08 - 15:00(GMT-0300) Juventus 4 x 2 São Bernardo
- 01/09 - 15:00(GMT-0300) Juventus 2 x 0 Bragantino
- 05/09 - 20:30(GMT-0300) União FC Mogi das Cruzes 0 x 2 Juventus
- 08/09 - 15:00(GMT-0300) Juventus 2 x 2 Corinthians
- 16/09 - 11:00(GMT-0300) São José EC 2 x 1 Juventus
- 23/09 - 11:00(GMT-0300) Paulista 2 x 4 Juventus
- 26/09 - 15:00(GMT-0300) Juventus 3 x 1 XV de Piracicaba
- 30/09 - 10:00(GMT-0300) Marília 2 x 1 Juventus
- 07/10 - 10:00(GMT-0300) Juventus 2 x 0 Marília
- 10/10 - 20:30(GMT-0300) XV de Piracicaba 0 x 4 Juventus
- 14/10 - 11:00(GMT-0200) Juventus 3 x 0 Paulista
- 20/10 - 19:00(GMT-0200) Olímpia 2 x 3 Juventus
- 27/10 - 16:00(GMT-0200) Juventus 2 x 1 Olímpia
- 03/11 - 16:00(GMT-0200) Juventus 2 x 0 Mogi Mirim
- 11/11 - 11:00(GMT-0200) Mogi Mirim 1 x 0 Juventus
- 17/11 - 19:00(GMT-0200) Linense 1 x 2 Juventus
- 25/11 - 10:00(GMT-0200) Juventus 2 x 3 Linense

## Recopa Sul-Brasileira
- 05/12 - 16:00(GMT-0300) Marcílio Dias/SC 4 x 1 Juventus